# تشانغ كيه
تشانغ كيه هو مهندس معماري صيني، ولد في 1970.